# Retrat de la nena Sardà
Retrat de la nena Sardà és una pintura a l'oli realitzada per Ramon Casas el 1893 i actualment conservada al Museu Nacional d'Art de Catalunya de Barcelona.

## Descripció
En l'obra, es veu la filla d'una família de la burgesia catalana.

## Història
L'obra es va exposar en la retrospectiva que li va dedicar el MNAC a Ramon Casas el 2001.
L'obra és propietat de Fèlix Millet i Jordi Montull, imputats pel cas Millet, però es conserva actualment al Museu Nacional d'Art de Catalunya, ja que va ser embargada pel jutge que investiga el cas, en concepte de la fiança de 24 milions d'euros. L'altra obra d'art que contenia l'embargament és Figura de dona, d'Isidre Nonell.

### Dipòsit judicial
L'obra no pot ser exposada, segons fonts del museu, "ja que es tracta d'un dipòsit judicial, que és molt diferent dels dipòsits que habitualment realitzen els col·leccionistes privats o les administracions públiques". La petició judicial "simplement compromet el museu a custodiar els dos quadres per a la seva perfecta conservació mentre dura el procés judicial, però no l'autoritza ni a exposar-los ni a prestar-los".
La taxació d'aquesta pintura és de 350.000 euros. Actualment, l'obra ja descansa als magatzems del museu a l'espera que el jutge hi dictamini sentència.